# Barbara Sinatra
Barbara Marx Sinatra (de soltera Blakeley; Bosworth, Misuri; 10 de marzo de 1927 - Rancho Mirage, California; 25 de julio de 2017) fue una modelo, socialite y showgirl estadounidense que estuvo casada con Zeppo Marx desde 1959 hasta 1973, y fue la cuarta y última esposa de Frank Sinatra desde 1976 hasta su muerte en 1998.

## Primeros años
Barbara Ann Blakeley nació el 10 de marzo de 1927 en Bosworth, Misuri, la mayor de dos hijas de Charles Willis Blakeley (29 de junio de 1895-5 de octubre de 1989) e Irene Prunty Toppass (22 de junio de 1907-15 de diciembre de1993). A los 10 años, se mudó con sus padres y su hermana menor, Patricia, a Wichita, Kansas, donde se crio y se graduó de Wichita North High School en 1946. A los 18 años se mudó a Long Beach, California.

## Matrimonio con Frank Sinatra
Blakeley se casó con Sinatra el 11 de julio de 1976 y permanecieron casados hasta la muerte de él, el 14 de mayo de 1998. Fue el cuarto y último matrimonio de Sinatra y el más duradero. Se convirtió al catolicismo antes del matrimonio. De acuerdo con su libro Lady Blue Eyes: My Life with Frank, «Él (Frank) nunca me pidió que cambiara la fe por él, pero podía deducir que estaba contento de que lo considerara».
Tras su muerte, Frank Sinatra le dejó 3,5 millones de dólares en activos, junto con mansiones en Beverly Hills, Malibu y Palm Springs. También heredó los derechos a las grabaciones de Sinatra, la mayoría de sus posesiones materiales y el control sobre su nombre y semejanza.

## Muerte
Barbara Sinatra murió el 25 de julio de 2017, en Rancho Mirage, California, por causas naturales, a la edad de 90 años. Le sobreviven su hijo, su nieta y sus hijastras.

## Legado
Los Sinatra fundaron el Barbara Sinatra Children's Center en Rancho Mirage, California, en 1986. El centro es adyacente al Betty Ford Center en el campus del Eisenhower Medical Center. La instalación sin fines de lucro proporciona terapia individual y de grupo para las víctimas jóvenes de abuso físico, sexual y emocional. En 1998, una estrella de la palma de oro en el Paseo de las Estrellas de Palm Springs fue dedicada a ella.